# قره‌ناو
قره‌ناو (به کردی: قەرەناو، Qerenaw) روستایی از توابع بخش زیویه در شهرستان سقز است که در استان کردستان ایران قرار دارد.

## جمعیت
این روستا در دهستان گل‌تپه واقع شده و براساس سرشماری سال ۱۳۸۵، جمعیت آن ۱۵۶ نفر (۳۳ خانوار) بوده‌است.